# 오늘 밤은 앨리스와 함께
《오늘 밤은 앨리스와 함께》(Stasera A Casa Di Alice, Tonight At Alice's)는 이탈리아에서 제작된 카를로 베르도네 감독의 1990년 영화이다. 카를로 베르도네 등이 주연으로 출연하였고 마리오 세치 고리 등이 제작에 참여하였다.

## 출연

### 주연
- 카를로 베르도네

### 조연
- 오르넬라 무티
- 이본느 스치오
- 프란세스카 달로자
- 마리안젤라 지오르다노
- 세르지오 카스텔리토